# Sart (album)
Sart è un album in studio del sassofonista norvegese Jan Garbarek, pubblicato nel 1971.

## Tracce
Side 1
1. Sart – 14:45
2. Fountain of Tears, Parts I & II – 6:04

Side 2
1. Song of Space – 9:39
2. Close Enough for Jazz – 1:59
3. Irr – 7:15
4. Lontano – 2:10

## Formazione
- Jan Garbarek – sassofono tenore, sassofono basso, flauto
- Bobo Stenson – piano, piano elettrico
- Terje Rypdal – chitarra
- Arild Andersen – contrabbasso
- Jon Christensen – percussioni